# Cinetorhynchus fasciatus
Cinetorhynchus fasciatus is een garnalensoort uit de familie van de Rhynchocinetidae. De wetenschappelijke naam van de soort is voor het eerst geldig gepubliceerd in 1997 door Okuno & Tachikawa.